# Râul Ilba
Râul Ilba sau Râul Handal este un curs de apă, afluent al râului Someș. Râul se formează la confluența brațelor Ardeleana și Mesteacănu